# Niles (Ohio)
Niles é uma cidade localizada no estado norte-americano de Ohio, no Condado de Trumbull.

## Demografia
Segundo o censo norte-americano de 2000, a sua população era de 20.932 habitantes.
Em 2006, foi estimada uma população de 19.824, um decréscimo de 1108 (-5.3%).

## Geografia
De acordo com o United States Census Bureau tem uma área de
22,2 km², dos quais 22,2 km² cobertos por terra e 0,0 km² cobertos por água.

## Localidades na vizinhança
O diagrama seguinte representa as localidades num raio de 8 km ao redor de Niles.